# الرومانية الكاثوليكية في البرازيل

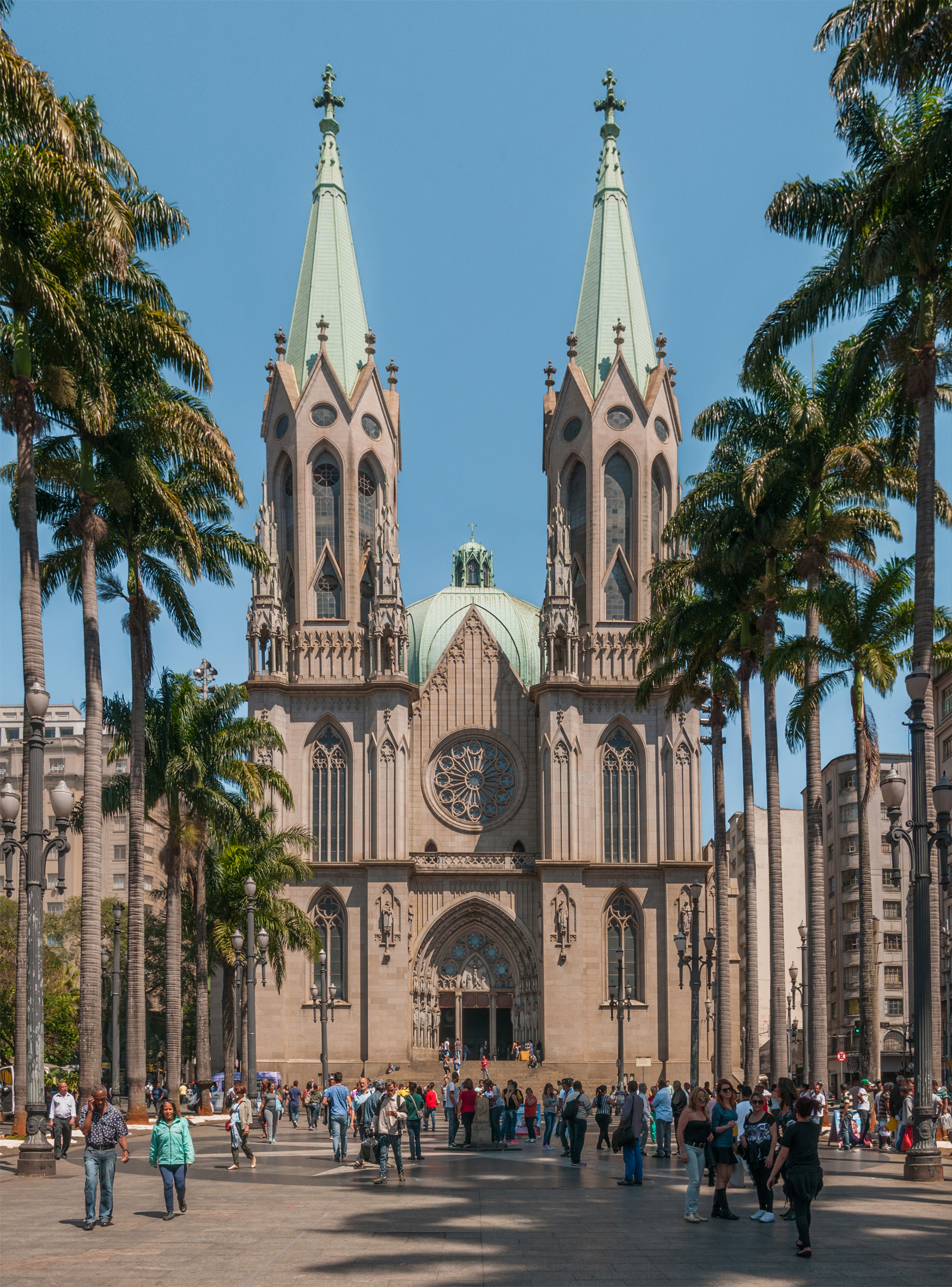
كاتدرائية ساو باولو.

البرازيل لديها أكبر عدد من الكاثوليك في العالم. حوالي 90.4% من السكان هم مسيحيون، تتضمن النسبة الكاثوليك ويشكلون 64.6%، والبروتستانت ويشكلون 22.2%.
الكنيسة الرومانية الكاثوليكية كانت الدين الرئيسي في البرازيل منذ بداية القرن السادس عشر. وقد بشر بالمسيحية بين البرازيليين الأصليين من قبل المبشرين اليسوعيون ويلاحظ أيضًا أن ذلك سبق مجئ المستوطنين البرتغاليين.
وفقًا للتقليد الكاثوليكي، فإن أول قداس أقيم في البرازيل كان في 26 أبريل 1500. وقد احتفل به كاهن وصل إلى البلاد مع القراصنة البرتغاليين للمطالبة بحيازة الأرض المكتشفة حديثًا. تم إنشاء أول أسقفية في البرازيل بعد أكثر من 50 عامًا في عام 1551.
خلال الحقبة الاستعمارية، لم تكن هناك حرية الدين. كان لا بد إجباريَا على جميع المستوطنين البرتغاليين والبرازيليين الانتماء إلى الايمان الكاثوليكي الروماني وأجبروا على دفع الضرائب للكنيسة. بعد الاستقلال البرازيلي، عرض أول دستور حرية الدين في عام 1824، لكن تم الإبقاء على الكنيسة الرومانية الكاثوليكية هي الدين الرسمي. دفعت الحكومة الامبراطورية الرواتب للقساوسة كاثوليك وأثرت في تعيين الأساقفة. فصل الدين عن الدولة في أول دستور جمهوري في عام 1891 وجعل كل الأديان متساوية في مدونات القانون، ولكن الكنيسة الكاثوليكية بقيت مؤثرة جدا حتى 1970. على سبيل المثال، وذلك بسبب المعارضة الشديدة للكنيسة الكاثوليكية، لم يسمح بالطلاق في البرازيل حتى عام 1977 حتى لو كان انفصل الزوجان من دين مختلف.
الثقافة الكاثوليكية متجذرة في البرازيل ومثال على ذلك الاحتفالات الشعبية المتجذرة منذ قرون مع التقاليد البرتغالية، ولكن أيضًا المتأثرة كثيرًا بالتقاليد الأفريقية والسكان الأصليين. وتشمل التقاليد الشعبية الحج إلى الضريح الوطني للسيدة أباريسيدا، شفيعة البرازيل، والأعياد الدينية مثل «دي نازاري» في بيليم و«فيستا القيام ديفينو» في كثير من مدن البرازيل المركزية، والكرنفالات وأكثره شهرة كرنفال ريو دي جانيرو. المناطق التي تلقت العديد من المهاجرين الأوروبيين في القرن الماضي، وخاصًة الإيطاليين والألمان، التقاليد الكاثوليكية هي أقرب إلى التقاليد المسيحية التي تمارس في أوروبا.
يتركز أكبر نسبة من الكاثوليك في الشمال الشرقي (79.9%) والأقاليم الجنوبية (77.4%). استطاعت الكنيسة الكاثوليكية الحفاظ على نفوذها في بياوي بنسبة 85.1 في المئة. اما في ولاية ريو دي جانير فقد كانت نسبة الكاثوليك الأكثر انخفاضًا لصالح البروتستانتية.